# Васильевский сельсовет (Нижегородская область)
Васильевский сельсовет — сельское поселение в Сеченовском районе Нижегородской области. Административный центр — село Васильевка.

## История
Статус и границы сельского поселения установлены Законом Нижегородской области от 15 июня 2004 года № 60-З «О наделении муниципальных образований - городов, рабочих посёлков и сельсоветов Нижегородской области статусом городского, сельского поселения».

## Население
| 2002 | 2010 | 2012 | 2013 | 2014 | 2015 | 2016 |
| ---- | ---- | ---- | ---- | ---- | ---- | ---- |
| 823  | ↘651 | ↘641 | ↘629 | ↘606 | ↘587 | ↘558 |
| 2017 | 2018 | 2019 | 2020 | 2021 |      |      |
| ↘550 | ↘537 | ↘513 | ↘501 | ↗517 |      |      |

## Состав сельского поселения
| № | Населённый пункт | Тип населённого пункта       | Население |
| - | ---------------- | ---------------------------- | --------- |
| 1 | Болховское       | село                         | ↘115      |
| 2 | Васильевка       | село, административный центр | ↘314      |
| 3 | Елизаветино      | деревня                      | ↘25       |
| 4 | Завидовка        | деревня                      | ↘2        |
| 5 | Ивановка         | деревня                      | ↘51       |
| 6 | Левашовка        | деревня                      | ↘17       |
| 7 | Михайловка       | деревня                      | ↘57       |
| 8 | Моревка          | деревня                      | ↘20       |
| 9 | Новоселки        | деревня                      | ↘50       |